# Cacongo
Cacongo (fins 1975 Vila Guilherme Capelo) (ex-Lândana, Concelho de Cacongo, Malemba, or Molembo) és un municipi de la província de Cabinda. Té una extensió de 1.732 km² i 36.778 habitants segons el cens de 2014. Comprèn les comunes de Capelo (seu, ex-Lândana), Dinge i Massabi. Està situada a la costa de l'oceà Atlàntic, junt a la badia de Landana, limita al nord amb la República del Congo, a l'est amb el municipi de Buco Zau, al sud amb el municipi de Cabinda, i a l'oest amb l'Oceà Atlàntic.

## Història
En el moment de l'arribada dels portuguesos al segle xv era poblada pels kongo i va ser la major part del Regne de Kakongo.